# أنجيليك بوير
أنجِليك بوير (بالفرنسية: Angélique Boyer)‏ (ولدت في 4 يوليو 1988 في باريس، فرنسا) هي عارضة أزياء ومغنية ومُمّثِلة مكسيكية وفرنسية المولد.

## الحياة المهنية
بدأت حياتها المهنية بلعب الأدوار الثانوية في تيلينوفيلاس ريبيلدي وتو موتشاتشيتاس كومو كورازون. في عام 2010 أخذت دور البطولة في مُسلسل تيريزا مع سيباستيان رولي.
وفي عام 2011 فازت بـ TVyNovelas Premios «جائزة أفضل ممثلة» عن عملها وآداءها في تيريزا. كما وأدرجت ضمن قائمة أجمل 50 شخص في مجلة «People en Español» في قائمة من المشاهير اللاتينيون وقد تم اختيارها لجمالها في عام 2012 ونالت مرة أُخرى دوراً للبطولة في مسلسل هاوية العاطفة (بالإسبانية: Abismo de pasión)‏ وهو نسخة جديدة من مسلسل Cañaveral de Pasiones, الذي عُرِض سنة 1996، والذي كان من بطولة دانييلا كاسترو وبدأت تظهر بانتظام مع المسلسل التلفزيوني Muchachitas como tu.
وفي 2013 - 2014 عادت مرة أُخرى للتمثيل مع سيباستيان رولي في مُسلسل ما سرقته مني الحياة أو ما سرقَ حياتي (بالإسبانية: Lo Que la Vida me Robo)‏ وبعد الانتهاء من تصوير هذا المُسلسل بدأت بِتمثيل مسرحية بِعنوان «Los Derechos De La Mujer» مع سيباستيان رولي أيضاً ثُمّ في 16 أكتوبر عام 2014 عَمِل الأثنان في مسرحِية أُخرى باسم (بالإسبانية: Los hombres son de Marte las mujeres de Venus)‏.
وهُناك شائعات عن عودة الثنائي من جديد عام 2015 في مُسلسل بِعنوان (بالإسبانية: Yesenia)‏.

## حياتها العاطفية
كانت على علاقة مع المُنتج خوسيه ألبيرتو كاسترو, (بالإسبانية: José Alberto Castro)‏ ولكنها انفصلت عنه لرفضه إنجاب الأطفال، وفي شَهر 23 سبتمبر من عام 2014 أعلن سيباستيان رولي وأنجليك عبر صفحتيهما الرسميتين على موقعي تويتر والفيس بوك رسمياً عن اتباطهُما واعترفا بِوجود علاقة عاطفية بينهم وذلك بعد الكثير من الأقاويل والشائعات عن وجود علاقة بينهم والتي استمرت منذُ بداية تصوير مُسلسل تيريزا في عام 2010 حتى نهاية تصوير مُسلسل «ما سرقته مني الحياة» في عام 2014.

## الأعمال التلفزية
| العام     | العنوان                                      | الدور                             | الملاحظة                |
| --------- | -------------------------------------------- | --------------------------------- | ----------------------- |
| 2004      | Corazones al límite                          | آنييتي                            | ظهور خاص                |
| 2004–2006 | Rebelde                                      | فيكتوريا "فيكو" باز               | شخصية متكررة            |
| 2007      | Muchachitas como tú                          | مرغريتا فيلاسنيور                 | خصم                     |
| 2008–2009 | Alma de Hierro                               | سندرا "ساندي" هييرو               | بطلة شابة               |
| 2009      | Mujeres asesinas (نساء قاتلات 2)             | سوليداد أوروبيزا "سيندي"          | حلقة: "إستغلال سوليداد" |
| 2009–2010 | Corazón salvaje                              | خيمينا / إستريلا / أنخيلا فياريال | بطلة شابة               |
| 2010–2011 | Teresa (تيريزا)                              | تيريزا تشافيز أغييري              | البطلة الرئيسية         |
| 2012      | Abismo de pasion (هاوية العشق)               | إليزا كاستانيون بوفيير            | البطلة الرئيسية         |
| 2013–2014 | Lo que la vida me robó (ما سرقته مني الحياة) | مونسيرات ميندوزا غياسينتي         | البطلة الرئيسية         |
| 2016      | Tres veces Ana (ثلاث مرات أنا)               | أنا                               | البطلة الرئيسية         |

## الجوائز والترشيحات
| العام | الجوائز                     | الصنف                                     | العمل                                        | النتيجة |
| ----- | --------------------------- | ----------------------------------------- | -------------------------------------------- | ------- |
| 2010  | مجلة "TVyNovelas"           | أفضل ممثلة شابة                           | Corazón salvaje                              | رُشِّح     |
| 2010  | مجلة "People en Español"    | أفضل ممثلة شابة                           | Corazón salvaje                              | رُشِّح     |
| 2011  | مجلة "TVyNovelas"           | أفضل ممثلة                                | Teresa (تيريزا)                              | فوز     |
| 2011  | مجلة "People en Español"    | أفضل زوجان (مع آرون دياز)                 | Teresa (تيريزا)                              | رُشِّح     |
| 2011  | مجلة "People en Español"    | أفضل زوجان (مع سيباستيان رولي)            | Teresa (تيريزا)                              | رُشِّح     |
| 2011  | مجلة "People en Español"    | أفضل ممثلة                                | Teresa (تيريزا)                              | رُشِّح     |
| 2011  | "Kids Choice Awards México" | أفضل دور أنثوي في المسلسل                 | Teresa (تيريزا)                              | رُشِّح     |
| 2011  | "Kids Choice Awards México" | شريرة                                     | Teresa (تيريزا)                              | رُشِّح     |
| 2011  | مجلة "Bravo"                | أفضل ممثلة                                | Teresa (تيريزا)                              | فوز     |
| 2011  | مجلة "Juventud"             | أفضل زوجان (مع آرون دياز وسيباستيان رولي) | Teresa (تيريزا)                              | فوز     |
| 2011  | مجلة "Juventud"             | فتاة أحلامي                               | Teresa (تيريزا)                              | رُشِّح     |
| 2012  | مجلة "ACE"                  | أفضل ممثلة صاعدة                          | Teresa (تيريزا)                              | فوز     |
| 2012  | مجلة "People en Español"    | أفضل زوجان (مع ديفيد زيبيدا)              | Abismo de pasión (هاوية العاطفة)             | رُشِّح     |
| 2012  | مجلة "People en Español"    | أفضل ممثلة                                | Abismo de pasión (هاوية العاطفة)             | رُشِّح     |
| 2012  | "Kids Choice Awards México" | أحسن ممثلة                                | Abismo de pasión (هاوية العاطفة)             | رُشِّح     |
| 2012  | مجلة "Juventud"             | فتاة أحلامي                               | Abismo de pasión (هاوية العاطفة)             | رُشِّح     |
| 2013  | مجلة "TVyNovelas"           | أفضل ممثلة صاعدة                          | Abismo de pasión (هاوية العاطفة)             | رُشِّح     |
| 2014  | مجلة"juventud"              | فتاة أحلامي                               | Lo que la vida me robó (ما سرقته مني الحياة) | فوز     |

## وصلات خارجية
- أنجليك بوير على تويتر.

- أنجيليك بوير على موقع IMDb (الإنجليزية)
- أنجيليك بوير على موقع ألو سيني (الفرنسية)
- أنجيليك بوير على موقع أول موفي (الإنجليزية)
- أنجيليك بوير على موقع قاعدة بيانات الفيلم (الإنجليزية)
- أنجيليك بوير على موقع كينوبويسك (الروسية)
- الموقع الرسمي